# Leucotmemis pardalimacula
Leucotmemis pardalimacula là một loài bướm đêm thuộc phân họ Arctiinae, họ Erebidae.